# Rzivost

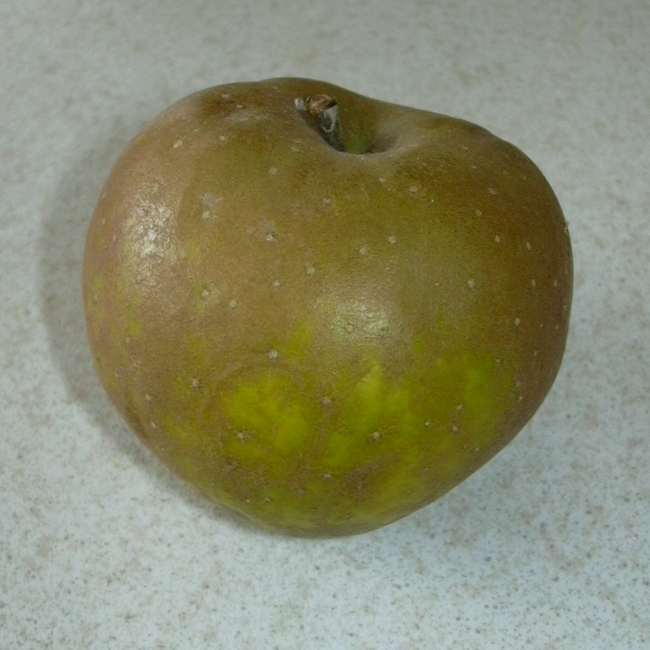
Jablko Egremont Russet

Rzivost je vlastnost ovocné slupky. Když je slupka rzivá, tak je hnědá, ale může být i do žluta.

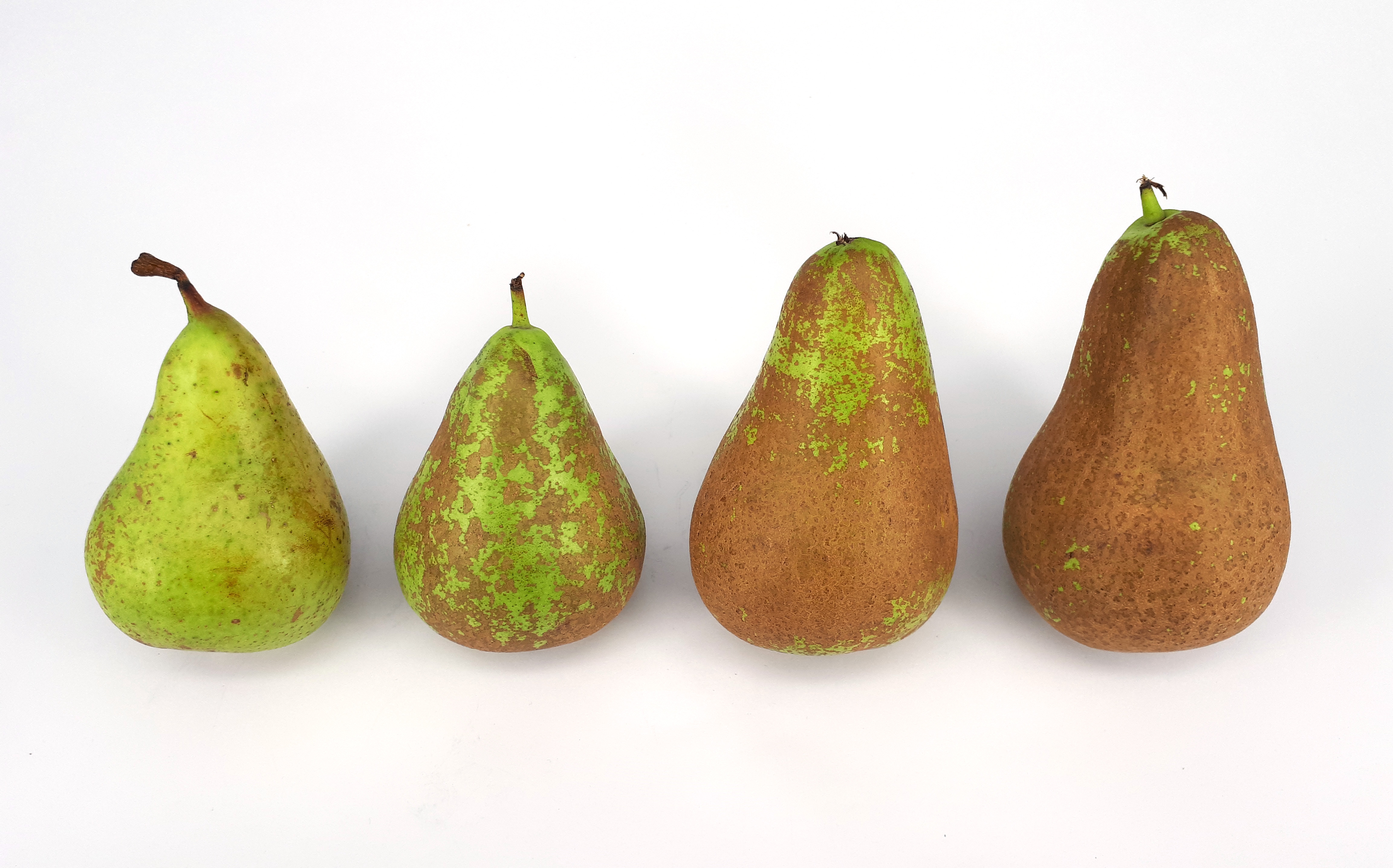
Čtyři hrušky s různými stupni rzivosti

Nejčastěji se rzivost projevuje u hrušek a jablek. Existují také odrůdy jablek, jejichž slupka je celá rzivá. Nejznámější takovou odrůdou je Egremont Russet.

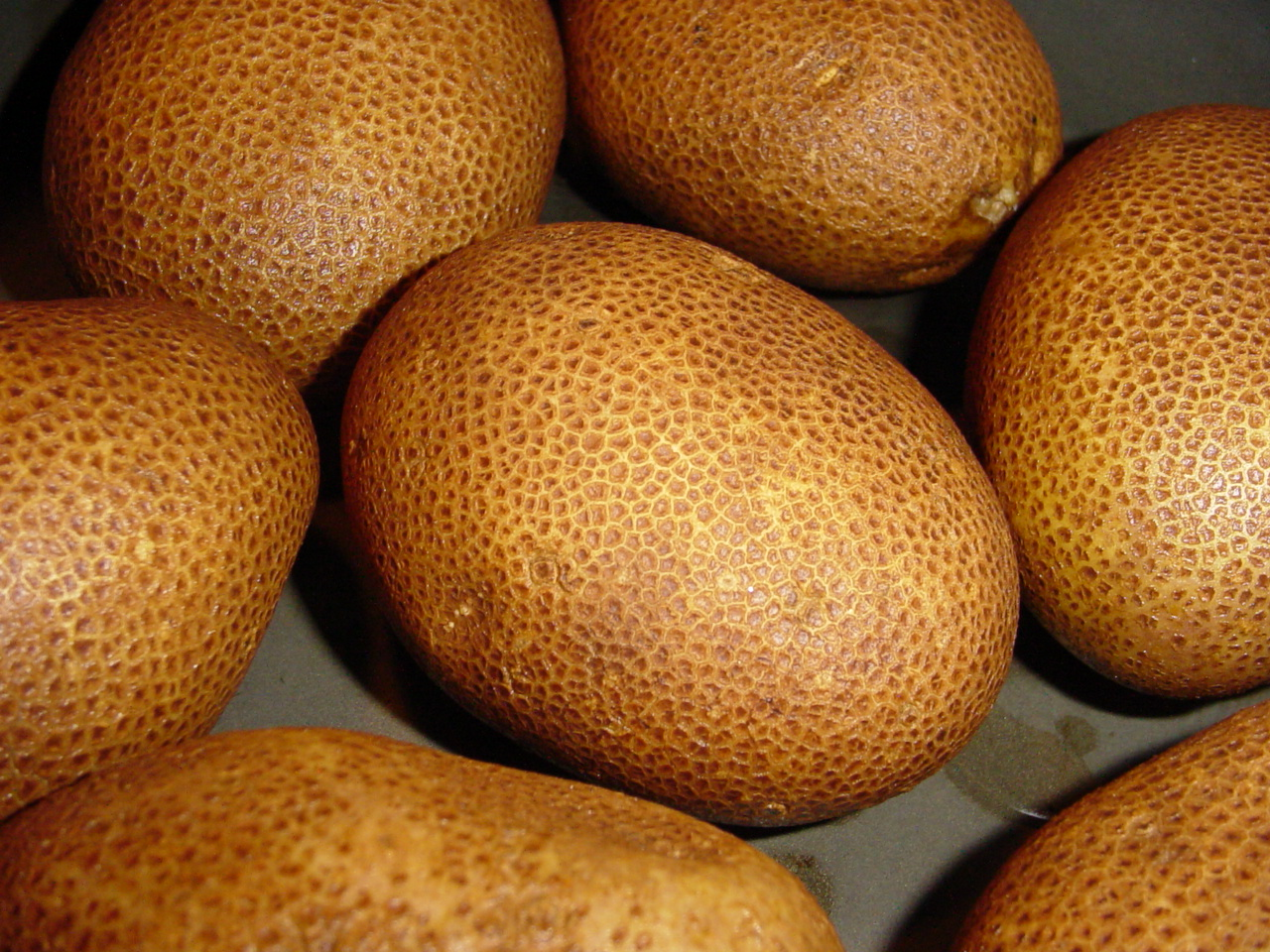
Rzivost na bramborách